# Valence (quận)
Quận Valence là một quận của Pháp, nằm ở tỉnh Drôme, trong vùng Rhône-Alpes. Quận này có 20 tổng và 164 xã.

## Các đơn vị hành chính

### Các tổng
Các tổng của quận Valence là: 
1. Bourg-de-Péage
2. Bourg-lès-Valence
3. Chabeuil
4. Dieulefit
5. Le Grand-Serre
6. Loriol-sur-Drôme
7. Marsanne
8. Montélimar - Tổng thứ nhất
9. Montélimar - Tổng thứ nhì
10. Portes-lès-Valence
11. Romans-sur-Isère - Tổng thứ nhất
12. Romans-sur-Isère - Tổng thứ nhì
13. Saint-Donat-sur-l'Herbasse
14. Saint-Jean-en-Royans
15. Saint-Vallier
16. Tain-l'Hermitage
17. Valence - Tổng thứ nhất
18. Valence - Tổng thứ nhì
19. Valence - Tổng thứ ba
20. Valence - Tổng thứ tư

### Các xã
Các xã của quận Valence, và mã INSEE là: 
| 1. Albon (26002)                          | 2. Aleyrac (26003)                       | 3. Alixan (26004)                         | 4. Allan (26005)                        |
| 5. Ambonil (26007)                        | 6. Ancône (26008)                        | 7. Andancette (26009)                     | 8. Anneyron (26010)                     |
| 9. Arthémonay (26014)                     | 10. Barbières (26023)                    | 11. Barcelonne (26024)                    | 12. Bathernay (26028)                   |
| 13. Beaumont-Monteux (26038)              | 14. Beaumont-lès-Valence (26037)         | 15. Beauregard-Baret (26039)              | 16. Beausemblant (26041)                |
| 17. Beauvallon (26042)                    | 18. Bonlieu-sur-Roubion (26052)          | 19. Bourg-de-Péage (26057)                | 20. Bourg-lès-Valence (26058)           |
| 21. Bouvante (26059)                      | 22. Bren (26061)                         | 23. Bésayes (26049)                       | 24. Chabeuil (26064)                    |
| 25. Chanos-Curson (26071)                 | 26. Chantemerle-les-Blés (26072)         | 27. Charmes-sur-l'Herbasse (26077)        | 28. Charols (26078)                     |
| 29. Charpey (26079)                       | 30. Chatuzange-le-Goubet (26088)         | 31. Chavannes (26092)                     | 32. Châteaudouble (26081)               |
| 33. Châteauneuf-de-Galaure (26083)        | 34. Châteauneuf-du-Rhône (26085)         | 35. Châteauneuf-sur-Isère (26084)         | 36. Châtillon-Saint-Jean (26087)        |
| 37. Claveyson (26094)                     | 38. Cliousclat (26097)                   | 39. Cléon-d'Andran (26095)                | 40. Clérieux (26096)                    |
| 41. Combovin (26100)                      | 42. Comps (26101)                        | 43. Condillac (26102)                     | 44. Crozes-Hermitage (26110)            |
| 45. Crépol (26107)                        | 46. Dieulefit (26114)                    | 47. Espeluche (26121)                     | 48. Eymeux (26129)                      |
| 49. Eyzahut (26131)                       | 50. Fay-le-Clos (26133)                  | 51. Gervans (26380)                       | 52. Geyssans (26140)                    |
| 53. Granges-les-Beaumont (26379)          | 54. Génissieux (26139)                   | 55. Hauterives (26148)                    | 56. Hostun (26149)                      |
| 57. Jaillans (26381)                      | 58. La Baume-Cornillane (26032)          | 59. La Baume-d'Hostun (26034)             | 60. La Bâtie-Rolland (26031)            |
| 61. La Bégude-de-Mazenc (26045)           | 62. La Coucourde (26106)                 | 63. La Laupie (26157)                     | 64. La Motte-Fanjas (26217)             |
| 65. La Motte-de-Galaure (26216)           | 66. La Roche-de-Glun (26271)             | 67. La Touche (26352)                     | 68. Lapeyrouse-Mornay (26155)           |
| 69. Larnage (26156)                       | 70. Laveyron (26160)                     | 71. Le Chaffal (26066)                    | 72. Le Chalon (26068)                   |
| 73. Le Grand-Serre (26143)                | 74. Le Poët-Laval (26243)                | 75. Lens-Lestang (26162)                  | 76. Les Tourrettes (26353)              |
| 77. Livron-sur-Drôme (26165)              | 78. Loriol-sur-Drôme (26166)             | 79. Léoncel (26163)                       | 80. Malataverne (26169)                 |
| 81. Malissard (26170)                     | 82. Manas (26171)                        | 83. Manthes (26172)                       | 84. Marches (26173)                     |
| 85. Margès (26174)                        | 86. Marsanne (26176)                     | 87. Marsaz (26177)                        | 88. Mercurol (26179)                    |
| 89. Miribel (26184)                       | 90. Mirmande (26185)                     | 91. Montboucher-sur-Jabron (26191)        | 92. Montchenu (26194)                   |
| 93. Montjoux (26202)                      | 94. Montmeyran (26206)                   | 95. Montmiral (26207)                     | 96. Montrigaud (26210)                  |
| 97. Montvendre (26212)                    | 98. Montélier (26197)                    | 99. Montélimar (26198)                    | 100. Montéléger (26196)                 |
| 101. Moras-en-Valloire (26213)            | 102. Mours-Saint-Eusèbe (26218)          | 103. Mureils (26219)                      | 104. Orcinas (26222)                    |
| 105. Oriol-en-Royans (26223)              | 106. Parnans (26225)                     | 107. Peyrins (26231)                      | 108. Peyrus (26232)                     |
| 109. Ponsas (26247)                       | 110. Pont-de-Barret (26249)              | 111. Pont-de-l'Isère (26250)              | 112. Portes-en-Valdaine (26251)         |
| 113. Portes-lès-Valence (26252)           | 114. Puygiron (26257)                    | 115. Ratières (26259)                     | 116. Roche-Saint-Secret-Béconne (26276) |
| 117. Rochebaudin (26268)                  | 118. Rochechinard (26270)                | 119. Rochefort-Samson (26273)             | 120. Rochefort-en-Valdaine (26272)      |
| 121. Romans-sur-Isère (26281)             | 122. Roynac (26287)                      | 123. Saint-Avit (26293)                   | 124. Saint-Bardoux (26294)              |
| 125. Saint-Barthélemy-de-Vals (26295)     | 126. Saint-Bonnet-de-Valclérieux (26297) | 127. Saint-Christophe-et-le-Laris (26298) | 128. Saint-Donat-sur-l'Herbasse (26301) |
| 129. Saint-Gervais-sur-Roubion (26305)    | 130. Saint-Jean-en-Royans (26307)        | 131. Saint-Laurent-d'Onay (26310)         | 132. Saint-Laurent-en-Royans (26311)    |
| 133. Saint-Marcel-lès-Sauzet (26312)      | 134. Saint-Marcel-lès-Valence (26313)    | 135. Saint-Martin-d'Août (26314)          | 136. Saint-Martin-le-Colonel (26316)    |
| 137. Saint-Michel-sur-Savasse (26319)     | 138. Saint-Nazaire-en-Royans (26320)     | 139. Saint-Paul-lès-Romans (26323)        | 140. Saint-Rambert-d'Albon (26325)      |
| 141. Saint-Sorlin-en-Valloire (26330)     | 142. Saint-Thomas-en-Royans (26331)      | 143. Saint-Uze (26332)                    | 144. Saint-Vallier (26333)              |
| 145. Saint-Vincent-la-Commanderie (26382) | 146. Sainte-Eulalie-en-Royans (26302)    | 147. Salettes (26334)                     | 148. Saulce-sur-Rhône (26337)           |
| 149. Sauzet (26338)                       | 150. Savasse (26339)                     | 151. Serves-sur-Rhône (26341)             | 152. Souspierre (26343)                 |
| 153. Tain-l'Hermitage (26347)             | 154. Tersanne (26349)                    | 155. Teyssières (26350)                   | 156. Triors (26355)                     |
| 157. Upie (26358)                         | 158. Valence (26362)                     | 159. Veaunes (26366)                      | 160. Vesc (26373)                       |
| 161. Échevis (26117)                      | 162. Épinouze (26118)                    | 163. Érôme (26119)                        | 164. Étoile-sur-Rhône (26124)           |